# Harrij Notenboom
Henricus Antonius Cornelis Marie „Harrij” Notenboom (n. 31 august 1926, Roosendaal, Brabantul de Nord, Țările de Jos – d. 9 august 2023, Venlo, Limburg, Țările de Jos) a fost un politician neerlandez. A fost membru al Camerei Reprezentanților din 1963 până în 1979 și în Parlamentul European din 1971 până în 1984. Notenboom a fost membru al Partidului Popular Catolic și mai târziu al Apelului Creștin Democrat, când primul a fuzionat în acesta în 1980.
Ca specialist financiar al Partidului Popular Catolic, a fost influent în Nacht van Schmelzer⁠(d), ceea ce a dus la căderea cabinetului Cals. Notenboom a criticat bugetul propus de Cals.

## Carieră
Notenboom s-a născut în Roosendaal la 31 august 1926. A fost secretar adjunct al Nederlandse Rooms-Katholieke Middenstandsbond din septembrie 1952 până în ianuarie 1956. Ulterior, a fost director al Katholieke Limburgse Middenstandsbond până în 1969.
În 1988 și-a obținut titlul de doctor în științe economice cu o teză de drept bugetar al Parlamentului European.
Notenboom a fost bijzonder hoogleraar⁠(d) (profesor neplătit din fondurile Universității) de problematică a întreprinderilor mici și mijlocii între 1991 și 1994 la Universitatea de Tehnologie Eindhoven.
Notenboom a murit pe 9 august 2023, la vârsta de 96 de ani.